# Université en Roumanie
Ceci est une liste des universités de Roumanie.

## Alba Iulia
- Université 1 Decembrie 1918

## Arad
- Université de l'Ouest Vasile Goldiș

## Bacău
- Université George Bacovia
- Université Vasile Alecsandri de Bacău

## Baia Mare
- Université du Nord

## Blaj
- Institut Greco-Catholique

## Brașov
- Université George Barițiu
- Université Transilvania

## Bucarest
- Académie d'études économiques
- Académie nationale d'éducation physique et de sport
- Académie technique militaire
- École nationale d'études politiques et administratives
- Institut national de recherche et développement en micro-technologies
- Institut théologique romano-catholique Sf. Tereza
- Université Bioterra
- Université Hyperion
- Université Nicolae Titulescu
- Université Politehnica
- Université Spiru Haret
- Université Titu Maiorescu
- Université chrétienne Dimitrie Cantemir
- Université d'architecture et d'urbanisme Ion Mincu
- Université de Bucarest
- Université de médecine et pharmacie Carol Davila
- Université de sciences agronomiques et de médecine vétérinaire
- Université nationale d'art
- Université nationale d'art théâtral et cinématographique Ion Luca Caragiale
- Université nationale de musique
- Université roumaine de sciences et arts Gheorghe Cristea
- Université roumano-américaine
- Université technique d'ingénieurs civils

Universités trouvées sur la liste homonyme roumaine absentes ici
- Universitatea de Știinte Agronomice din București
- Universitatea de Jurnalism și Știintele Comunicării din București
- Academia de Studii Militare din București
- Academia de Poliție Alexandru Ioan Cuza din București
- Academia de Științe Medicale din București
- Academia de Studii Agricole și Forestiere din București
- Institutul de Informații Militare Otopeni București
- Institutul de Medicină Militară din București

## Cluj-Napoca
- Académie de musique Gheorghe-Dima
- Université d'art et d'esthétique
- Université Babeș-Bolyai
- Université de médecine et pharmacie
- Université des sciences agricoles et de la médecine vétérinaire
- Université technique

## Constanța
- Université Ovidius

## Craiova
- Université de Craiova
- Université de médecine et pharmacie

## Galați
- Université Danubius
- Université Dunărea de Jos

## Iași
- Université Alexandru Ioan Cuza
- Université Apollonia
- Université Petre Andrei
- Université d'art George Enescu
- Université de médecine et pharmacie Grigore T. Popa
- Université des sciences agricoles et de la médecine vétérinaire Ion Ionescu de la Brad
- Université technique Gh. Asachi

## Oradea
- Université Emanuel
- Université de Oradea
- Faculté de médecine et de pharmacie de l'université d'Oradea

## Pitești
- Université Constantin Brâncoveanu
- Université de Pitești

## Ploiești
- Université pétrole-gaz

## Reșița
- Université Eftimie Murgu

## Sibiu
- Université Lucian Blaga

## Suceava
- Université Ștefan cel Mare

## Târgoviște
- Université Valahia

## Târgu Jiu
- Université Constantin Brâncuși

## Târgu Mureș
- Université Petru Maior
- Université de médecine et pharmacie
- Université des arts de Târgu Mureș

## Timișoara
- Université Politehnica
- Université Tibiscus
- Université de l'Ouest
- Université de médecine et pharmacie Victor Babeș
- Université des sciences agricoles du Banat